# Quercus palmeri
Quercus palmeri — вид рослин з родини букових (Fagaceae); на південному заході США й північному заході Мексики.

## Опис

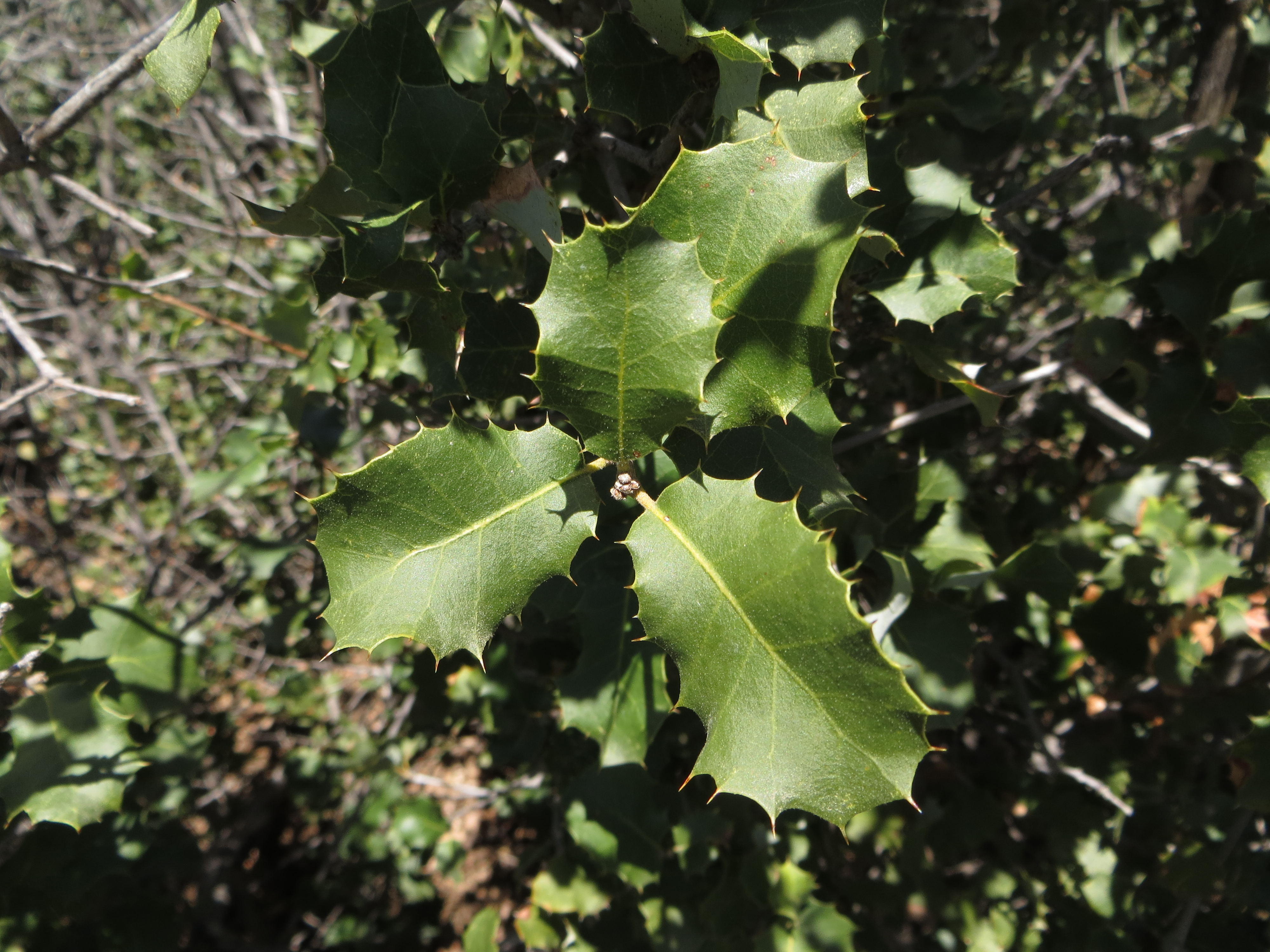
листки

Зазвичай він має форму куща або невеликого дерева, заввишки від 1 до 3 м, але може досягати 6 м. Має часто кілька стовбурів. Гілки кремезні, жорсткі. Кора сіро-коричнева, луската. Молоді пагони часто вкриті апельсиновими залозистими волосками, стаючи темно-сірими, гладкими, голими, жорсткими. Листки стійкі 3 роки, 1.2–5 × 1–3 см, еліптичні або округлі, шкірясті; край хвилястий, іноді вигнутий, із 3–9 гострими зубцями з кожного боку (серед найбільш гострих з будь-яких порід дуба); верхівка широко закруглена або ± гостра; основа від тупої до сильно серцеподібної; верх сіро-зелений і голий; низ дрібно жовтувато-зелено-запушений; ніжка листка від голої до рідко запушеної, 2–5 мм завдовжки. Жолуді поодинокі або рідко парні; горіх довгастий до веретеноподібний, 20–30 × 10–15 мм, верхівка гостра; чашечка глибиною 7–10 мм і 10–25(35) мм; дозріває 2 роки.
Період цвітіння: квітень — липень. Період плодоношення: серпень — жовтень.

## Середовище проживання
Поширений в Аризоні й Каліфорнії, США, на півночі Нижньої Каліфорнії, Мексика.
Зростає в каньйонах, гірських змивах, сухих заростях і на краях чапаральних спільнот; на висотах 300–1800 м.

## Загрози
Продовження рекреаційного, комерційного та житлового розвитку в регіоні призводить до перетворення та дегрегації середовища існування, змінені режими пожежі впливають на рівень успіху регенерації, велика інтрогресія, зменшує кількість „чистих“ особин, зрештою зміна клімату змінює характер опадів та температури.

## Етимологія
Видовим епітетом вшановано британського й американського ботаніка й археолога Едварда Палмера.